# جيمس إي ماكدونالد
جيمس إي ماكدونالد (بالإنجليزية: James E. McDonald) (و. 1920 – 1971 م) هو فيزيائي، ويوفولوجيست من الولايات المتحدة الأمريكية . ولد في دولوث .
وكان عضواً في الأكاديمية الوطنية للعلوم .
توفي في توسون ، عن عمر يناهز 51 عاماً.

## التعليم
تعلم في معهد ماساتشوست للتكنولوجيا، وجامعة نبراسكا أوماها ‏

## مناصب وهيئات
أدار جامعة أريزونا، وجامعة شيكاغو.